# شبكة هيولية عضلية

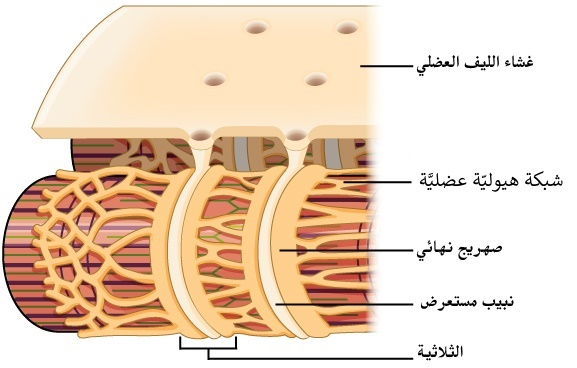
مقطعٌ عرضي في عضلة هيكلية

الشبكة الهيوليّة العضليَّة (SR) هي عبارة عن بنية غشاء مربوط وجد في الخلايا العضلية وهي مشابهة للشبكة الهيولية في خلايا أخرى.
إن الوظيفة الأساسية للشبكة الهيولية العضلية (SR)هي تخزين، أيونات الكالسيوم (Ca+2). يتم الاحتفاظ بمستويات ايون الكالسيوم ثابتة نسبيا، مع تركيز أيونات الكالسيوم في خلية اصغر100,000 مرة من تركيز أيونات الكالسيوم الموجودة خارج الخلية. هذا يعني أن زيادات صغيره في أيونات الكالسيوم في الخلية يمكن اكتشافها بسهولة وتستطيع إحداث تغيرات خلوية مهمة. لقد تم استخدام الكالسيوم في صنع كربونات الكالسيوم (وجدت في الطباشير) وفوسفات الكالسيوم، المركبين اللذين يستخدمهما الجسم لصنع الاسنان والعظام. هذا يعني أن الكثير من الكالسيوم في الخلايا قد يؤدي إلى تصلب (تكلس) في بنيات هيكلية معينة داخل الخلايا، يتضمن الميتوكوندريا المؤدية إلى موت الخلية. ولذلك، إنه من الحيوي أن مستويات ايون الكالسيوم خاضعة للسيطرة باحكام، ويمكن إطلاقها في الخلية عند الضرورة وبعدها إخراجها من الخلية.

## البنية
الشبكة الهيولية العضلية هي شبكة أنيبيبات دقيقة ممتدة على طول الخلايا العضلية، يلتف حول(ولكن ليس على اتصال مباشر مع) اللييفات العضلية (الوحدات الانقباضية في الخلية).
خلايا العضلة الهيكلية والقلبية تحتوي على بنيات هيكلية سميت ب الأنيبيبات المستعرضة( T-tubules )، وهي امتدادات من الغشاء الخلوي التي تنتقل لداخل مركز الخلية. ترتبط T-tubules بشكل وثيق بمنطقة معينة على الSR،المعروفة بالانتفاخات الطرفية في عضلة الهيكل العظمي، بمسافة تقريبية 12 نانوميتر تفصلهم.
هذا هو الموقع البدائي لتحرير الكالسيوم. الشبكة الهيولية العضلية الطولية هي مشاريع رفيعة. تعمل بين الانتفاخات الطرفية/ وSR المتداخل. وهو الموقع حيث قنوات الايون ضرورية لامتصاص ايون الكالسيوم الأكثر وفرة. إن هذه العمليات مشروحة بتفاصيل أكثر في الأسفل وهي أساسية في العملية المزدوجة، التحفيز- الانقباض في عضلات الهيكل العظمي والعضلات القلبية والعضلات الملساء.

### امتصاص الكالسيوم
تحتوي SR على مضخات قناة الأيون، داخل غشائها المسؤولة عن ضخ الكالسيوم داخل الشبكية الهيولية العضلية SR. كما أن تركيز ايون الكالسيوم خلال الSR أعلى مما هي في بقية الخلية، ايونات الكالسيوم لا تتدفق بحريه خلال الSR، ولذلك المضخات مطلوبة، والتي تستخدم طاقة، التي يكتسبونها من جزيء يسمى ادينوسين ثلاثي الفوسفات(ِATP). مضخات الكالسيوم هذه تدعى بأنزيم أتيباز الشبكة الهيولية الداخلية العضلية (SERCA). هناك مجموعة متنوعة من النماذج المختلفة ل (SERCA)، مع 2a(SERCA) توجد في المقام الأول في عضلة الهيكل العظمي والقلب.
ال (SERCA) مكونة من 13 وحده فرعية (مسمية M1-M10,N,P,A). ايونات الكالسيوم مربوطة بالوحدات الفرعية M1-M10(التي تقع داخل الغشاء)، بينما (ATP) مربوطة بالوحدات الفرعية N,P,A(التي تقع خارج SR) المضخة تفتح .هذا يحدث لأن الATP (الذي يحتوي على 3 مجموعات من الفوسفات) يقوم بإطلاق مجموعة واحدة من الفوسفات( تصبح أدينوسين ثنائي الفوسفات).مجموعة الفوسفات المحررة من ثم ترتبط مجموعة الفوسفات المطلقة بالمضخة، مما يسبب تغير في شكل المضخة. هذا التغيير في الشكل يتسبب في فتح جانب العصارة الخلوية للمضخة، مما يسمح بدخول اثنين من ايونات الكالسيوم. بعدها الجانب للعصارة الخلوية للمضخة يغلق وجانب الشبكة الهيولية العضلية يفتح، محررا ايون الكالسيوم داخل الشبكية العضلية.
وجد بروتين في عضلة القلب، يدعى فوسفولامبان (PLB) وقد تبين منعها ل(SERCA) من العمل. إنها تفعل ذلك من خلال الارتباط ب (SERCA) و تقليل جذبها (تقاربها) للكالسيوم، ولذلك منع امتصاص الكالسيوم داخلSR. فشل في إزالة ايون الكالسيوم من العصارة الخلوية، يمنع استرخاء العضلة وهذا يعني أن هناك انخفاض في انقباض العضلة أيضا. ومع ذلك، جزيئات كالأدرينالين والنورأدرنالين، تستطيع منع من تثبيط (SERCA). عندما ترتبط هذه الهرمونات بمستقبل، يدعى (بيتا 1مستقبل الادرينية)التي تقع على غشاء الخلية، هذه الهرمونات تنتج سلسلة من التفاعلات (معروفة بمسار AMP الحلقي) الذي ينتج انزيم يدعى بروتين كيناز (PKA)، يستطيع انزيم (PKA) أن يضيف فوسفات ل (PLB) (هذا يعرف بالفسفرة)، يمنعه من تثبيط (SERCA) والسماح باسترخاء العضلة.

### تخزين الكالسيوم
يقع داخل SR بروتين يسمى كالسيكويسترين. يستطيع هذا البروتين أن يرتبط بحوالي 50 ايون كالسيوم، مما يقلل من كمية ايونات الكالسيوم الحرة في الشبكة العضلية SR (كما هو أكثر مرتبط للكالسيكويسترين). ولذا، يمكن تخزين كالسيوم أكثر (ويمكن أن يكون الكالتوسيسترين هو وسيط ملحي متعادل)،هو يقع بشكل رئيسي خلال ال(الخزانات الطرفية/SR موصلي) في ارتباط وثيق مع قناة اطلاق الكالسيوم.

### تحرير الكالسيوم
اطلاق ايون الكالسيوم من الشبكة العضلية SR يحدث في(موصليSR/الخزانات الطرفية) عبر مستقبل الريانودين (RYR) وهو معروف بشرارة الكالسيوم. هناك 3 أنواع من مستقبل الريانودين،RYR1(في عضلة الهيكل العظمي)، RyR2(في العضلة القلبية) وRyR3(في الدماغ). يطلق الكالسيوم عبر مستقبلات الريانودين في الشبكية العضلية SR بشكل مختلف في عضلات مختلفة. في العضلة القلبية والملساء، يؤدي الحافز الكهربائي (جهد الفعل) إلى إطلاق واجبار أيونات الكالسيوم لدخول الخلية عبر( قناة الكالسيوم من النوع ل ) تقع في غشاء الخلية (العضلة الملساء) أو غشاءT-tubule (العضلة القلبية). أيونات الكالسيوم هذه ترتبط ب وتنشط RYR ، مما يؤدي إلى إنتاج زيادة أكبر في الكالسيوم الموجود داخل الخلايا .في عضلة الهيكل العظمي، ومع ذلك، قناة الكالسيوم نوع ل ترتبط ب الRYR. وبالتالي تنشيط قناة الكالسيوم نوع ل، من خلال جهد محتمل، ينشط RYR مباشرة، مسببا اطلاق الكالسيوم. بالإضافة إلى أن الكافيين (المتواجد في القهوة) بامكانه الربط وتحفيز RyR. يعمل الكافيين على جعل RYR أكثر حساسية ل الجهد المحتمل (عضلة الهيكل العظمي) اوالكالسيوم (عضلة قلبية أو ملساء) و لذلك إنتاج شرارة الكالسيوم في كثير من الأحيان (هذا قد يحدث تزايد في ضربات القلب، هذا ما يشعرنا في الاستيقاظ أكثر بعد تناول القهوة).

### التريدن والجنكتن
هما بروتينان وجدا في غشاء الشبكية العضلية SR، وهما مرتبطان ب RyR. الدور الرئيسي لهذان البروتينان هو لتثبيت الكاسيكويسترن على مستقبل الرينودين. في المعدل الطبيعي لمستويات الكالسيوم للSR (الفسيلوجية)، الكالسيكويسترن يرتبط ب ال RyR، التريدين والجنكتن اللذان يمنعان RyR من الفتح. إذا انخفض تركيز الكالسيوم في الشبكية العضلية SR، سيصبح هناك أقل كالسيوم مرتبط مع الكالسيكويسترن. هذا يعني ان هناك مجال أكثر على الكالسيكويسترن، للربط مع مستقبل الجنكتن، التريدين والرينودين، لذلك ترتبط بقوة أكثر. ومع ذلك ا=إذا إرتفع الكالسيوم في الشبكية العضلية SR كثيرا، يرتبط كالسيوم أكثر مع الكالسيكويسترن ولذا هي ترتبط بمركب (التريدين-الجنكتن-RyR) بشكل أقل شدة. ولذلك يستطيع RyR فتح واطلاق الكالسيوم لداخل الخلية.
بالإضافة لتأثيرات بروتين كيناس (PKA) على الفوسفولامبان التي تسببت بزيادة الاسترخاء لعضلة القلب، بروتين كناس (PKA) (طالما انزيم اخر يدعى كالمودولينكيناس 2) يستطيع أيضا فسفرت مستقبلات الرينودين. عندما يتم تحويلها لفوسفات، RyR تصبح أكثر حساسية للكالسيوم، ولذلك تفتح أكثر عادةً ولمدة من الوقت أطول. هذا يزيد تحرير الكالسيوم من SR، وزيادة الانقباضات. وفي الأخير في عضلة القلب، تشغيل بروتين كيناس PKA، عبر ممرAMP الدائري، مؤدية إلى زيادة انقباض العضلة(بواسطة فسفرة RyR2 ) وزيادة الاسترخاء(بواسطة فسفرة فسفولامبان) الذي يزيد معدل ضربات القلب.
إن الآلية حلف نهاية اطلاق الكالسيوم عبر RyR لازالت غير مفهومة تماما. كما أن بعض الباحثين يعتقدون أن هذا يرجع إلى عشوائية الاغلاق لمستقبلات الرينودين (يعرف بالاستنزاف العشوائي)، أو أن مستقبلات الرينودين تصبح غير فعالة بعد اطلاق شرارة الكالسيوم، بينما يعتقد آخرون انخفاض الكالسيوم في SR، محفزات للمستقبلات كي تقفل.

#### الدور في تيبس الجثة بعد الموت
إن انهيار الشبكية الهيولية العضلية RS جنبا إلى جنب مع ناتج اطلاق الكالسيوم هو مساهم مهم في الصمل الموتي rigor mortis، وتصلب العضلات بعد الموت.